# Federico Umberto D'Amato
Federico Umberto D'Amato (Marsiglia, 4 giugno 1919 – Roma, 1º agosto 1996) è stato un funzionario, poliziotto, agente segreto e gastronomo italiano, dirigente generale di pubblica sicurezza, direttore dell'Ufficio Affari Riservati del Ministero dell'interno dal 1971 al 1974.
Nelle sentenze di primo grado e d'appello della Corte d'Assise di Bologna, D'Amato è indicato come uno dei 4 mandanti, organizzatori o finanziatori della strage alla stazione di Bologna del 1980 insieme a Licio Gelli, Umberto Ortolani e Mario Tedeschi.

## Biografia
Nato a Marsiglia da padre napoletano, Federico, questore di P.S., e madre piemontese figlia di un muratore socialista, Cristina Godio. Visse in gioventù tra Parigi, Taranto e Roma. Entrato in polizia durante la Seconda guerra mondiale, da giovane vicecommissario di Pubblica sicurezza a Roma, fu dopo l'8 settembre 1943 anche agente alleato, lavorando alle dipendenze di James Angleton, capo del servizio segreto USA, l'OSS (Office of Strategic Services) e nel biennio 1943-1945 compì operazioni di controspionaggio. Finita la guerra nel 1945, fu assegnato all'ufficio politico della Questura di Roma, di cui negli anni cinquanta divenne dirigente. In seguito diventò sovrintendente alla Segreteria speciale Patto Atlantico, l'anello di congiunzione dell'Italia con la NATO e gli Stati Uniti. Nel 1957 fu trasferito alla questura di Firenze, dal ministro dell'interno Fernando Tambroni.
Nel 1959 entrò all'Ufficio Affari Riservati del Ministero dell'Interno: qui compì tutta la carriera: capo della sesta sezione nel 1964, D'Amato nel 1965 promosse l'Operazione manifesti cinesi, una campagna di disinformazione contro il Partito Comunista Italiano, cercando di far ricadere la responsabilità su esponenti interni al partito stesso. Una strategia teorizzata nel documento La nostra azione politica, sequestrato nel 1974 nella sede dell’Aginter Press a Lisbona. Ebbe la collaborazione del direttore del periodico Il Borghese, Mario Tedeschi e del movimento neofascista Avanguardia Nazionale di Stefano Delle Chiaie. Promosso questore, divenne vice direttore degli Affari riservati nel 1969 e ne fu direttore dal novembre 1971 al 1974. Gli anni, dal 1969 al 1974, sono quelli in cui si precisa la cosiddetta "strategia della tensione e degli opposti estremismi". Nella primavera del 1972 l'ufficio viene ridenominato SIGSI.
Fu rimosso nel maggio 1974 dal ministro dell'interno Paolo Emilio Taviani, due giorni dopo la Strage di Piazza della Loggia, ma, promosso dirigente generale di Polizia, fu inviato a dirigere la Polizia di frontiera. Continuò ad avere grande influenza sull'ufficio fino alla sua chiusura nel 1978. Nel 1981 risultò iscritto alla P2 di Licio Gelli, con la tessera 1643, ma del quale disse «politicamente, un cretino. Come si fa a dire che uno così doveva fare un golpe?». Andò in pensione dalla polizia nel 1984. Gastronomo, scrisse con lo pseudonimo Abate Faria per Il Borghese di Mario Tedeschi e quindi diresse una rubrica di cucina per L'Espresso, sotto lo pseudonimo Federico Godio. Fu l'ideatore della guida dei ristoranti del Gruppo Editoriale L'Espresso.

### Archivi riconducibili alla sua attività

Federico Umberto D'Amato ospite di una puntata del programma televisivo Mixer cultura nel 1987

Alla sua morte nel 1996, dopo i funerali, il giudice Carlo Mastelloni perquisì la sua casa in via Cimarosa a Roma. Già nel novembre 1995 il giudice Pietro Saviotti aveva disposto una perquisizione della casa e sequestrati documenti.
Il 17 agosto 1996 Aldo Giannuli, esperto nominato dal giudice Guido Salvini, ritrovò in una palazzina in circonvallazione Appia circa 150.000 fascicoli non catalogati, contenenti documenti ed altro materiale, come per esempio il quadrante del timer utilizzato per l’attentato del 9 agosto 1969 sul treno Pescara-Roma. Si trattava di una sorta di archivio parallelo del Viminale, nel quale furono reperti legati all’attività di spionaggio interno: un archivio segreto che non venne distrutto ma depositato alla rinfusa in una sorta di magazzino. Per il Ministro dell'interno dell'epoca, "si tratta di materiale abbandonato e rimosso, non solo non in trattazione ordinaria e normalmente non frequentato, ma totalmente lasciato là anche con il rischio che una parte di esso marcisse: questo è il punto più grave".

### Procedimenti giudiziari e giudizio storico
Federico Umberto D'Amato è stato accusato di aver svolto un'intensa attività di depistaggio delle indagini sull'eversione di destra e nella copertura dei responsabili delle stragi di quegli anni.
Secondo l'ex leader di Lotta Continua Adriano Sofri, nei primi anni Settanta un dirigente dell'Ufficio affari riservati gli avrebbe proposto di agire insieme (una sorta di prassi di infiltrazione) facendogli capire che voleva compiere un omicidio, cosa rifiutata da Sofri.
L'11 febbraio 2020 la procura generale di Bologna, nella chiusura delle indagini, lo ha indicato come uno dei quattro mandanti, organizzatori o finanziatori della strage alla stazione di Bologna del 1980 insieme a Licio Gelli, Umberto Ortolani e Mario Tedeschi, nel frattempo tutti deceduti.

## Cultura di massa
Nel film del 2012 Romanzo di una strage, di Marco Tullio Giordana, Federico Umberto D'Amato è interpretato dall'attore Giorgio Colangeli.

### IlVecchio
La figura di Federico Umberto D'Amato ha ispirato il personaggio del Vecchio nel libro Romanzo criminale, scritto nel 2002 da Giancarlo De Cataldo e riferito alle vicende realmente avvenute della banda della Magliana. Nell'omonimo film del 2005, diretto da Michele Placido, il personaggio del Vecchio è stato interpretato da Toni Bertorelli, mentre nella serie televisiva, diretta da Stefano Sollima, da Massimo De Francovich.

## Vita privata
Vedovo e senza figli, Federico Umberto D'Amato ha vissuto nel quartiere Parioli di Roma insieme alla sua segretaria personale. Alcuni suoi colleghi gastronomi alle guide de L'Espresso, come Edoardo Raspelli e Luigi Cremona, in un'intervista del 2021 lo hanno descritto come un uomo umanamente simpatico e alla mano, nonché come un grande esperto di cucina e di distillati. I due, tuttavia, hanno anche messo in luce come D'Amato fosse solito schedare e prendere informazioni anche sui suoi colleghi gastronomi. Raspelli, nello specifico, ha raccontato di quando l'ex direttore dell'Ufficio Affari Riservati si era fatto consegnare il fascicolo giudiziario sul proprio conto alla ricerca di eventuali notizie compromettenti.

## Onorificenze
Fu insignito di una medaglia della CIA (la Bronze Star), una del Congresso degli Stati Uniti (la Medal of Freedom) e una della Legion d'Onore francese.

## Opere

Federico Umberto D'Amato negli anni Ottanta

### Libri
- Menu e dossier. Ricordi e divagazioni di un poliziotto gastronomo, Milano, Rizzoli, 1984, ISBN 88-17-53208-8.
- Guida ai ristoranti tipici regionali, Milano, Rizzoli, 1984, ISBN 88-17-24207-1.

### Sceneggiature
- Il ricatto di un padre, regia di Giuseppe Vari (1957)